# Kgaphamadi
Kgaphamadi är ett samhälle i Botswana.   Det ligger i distriktet Kweneng, i den sydöstra delen av landet, 13 km norr om huvudstaden Gaborone. Kgaphamadi ligger 997 meter över havet och antalet invånare är 544.
Terrängen runt Kgaphamadi är platt. Runt Kgaphamadi är det ganska tätbefolkat, med 139 invånare per kvadratkilometer.. Närmaste större samhälle är Gaborone, 13,1 km söder om Kgaphamadi. 
Omgivningarna runt Kgaphamadi är huvudsakligen savann.